# Dorymyrmex bicolor
Dorymyrmex bicolor — вид мурах підродини Dolichoderinae.

## Поширення
Вид населяє пустелі Техасу, Аризони та Північної Мексики на висотах від 5 до 2500 м над рівнем моря.

## Спосіб життя
Утворює колоніях у піщаних ґрунтах. Біля входу у гніздо видно конусоподібні насипи до 15 см в діаметрі. Не можуть ужалити ссавців та інших тварин.